# Lesachbach
Lesachbach är ett vattendrag i Österrike.   Det ligger i förbundslandet Tyrolen, i den centrala delen av landet, 300 km väster om huvudstaden Wien.
I omgivningarna runt Lesachbach växer i huvudsak blandskog. Runt Lesachbach är det ganska glesbefolkat, med 26 invånare per kvadratkilometer.